# Evan's Lucky Day
Pour plus de détails, voir Fiche technique et Distribution.
Evan's Lucky Day (littéralement : Le Jour de chance d'Evan) est un film muet américain réalisé par Frank Cooley, sorti en 1915.

## Fiche technique
- Titre : Evan's Lucky Day
- Réalisation : Frank Cooley
- Scénario :
- Producteur :
- Société de production : American Film Manufacturing Company
- Société de distribution : Mutual Film
- Pays de production :  États-Unis
- Langue : film muet avec les intertitres en anglais
- Métrage : 300 m
- Format : Noir et blanc — 35 mm — 1,33:1 — Muet
- Genre : Comédie dramatique
- Durée : 10 minutes
- Date de sortie : 
  - États-Unis : 19 janvier 1915

## Distribution
- Joe Harris : Albert Morton / George Evans (double rôle)
- Virginia Kirtley : Mme Morton
- Kathryn Wilson : Sue Collins
- Foster Harris